# Георги Даскалов (историк)
 Тази статия е за историка.  За други личности с това име вижте Георги Даскалов.  
Георги Димитров Даскалов е български историк, професор, преподавал дълги години дисциплините „Съвременна балканска история“ и „Съвременна история на Гърция“ в катедра „История на Византия и балканските народи“ на Софийския университет.

## Биография
Георги Даскалов е роден на 27 август 1942 година. През 1968 година завършва специалност История в Софийския университет. През 1982 година става кандидат на историческите науки в Института за военна история при Генералния щаб на Българската армия. От 1990 година е доцент по „Съвременна балканска история“ в Софийския университет. От 1998 година е доктор на историческите науки, а от 2000 година е професор.
Научните интереси на Георги Даскалов са свързани с ключови проблеми на българо-гръцките и българо-югославските отношения, със съдбата на малките народи и малцинствата на Балканите. Важно място в трудовете му заема македонският въпрос. Автор е на редица монографии, както и на десетки студии.
След кратко боледуване почива на 11 февруари 2014 година.

## По-важни трудове
- „История на Отечествената война на България. Том 4 1944 – 1945“. С., 1984 г. (съавтор)
- „Българо-югославски политически отношения 1944 – 1945“, София, 1989 г.
- „Драмското въстание 1941“, София, 1992 г.
- Даскалов, Георги. Българите в Егейска Македония : мит или реалност.   София, Македонски научен институт, 1996. ISBN 9789548187275.
- „Македония. История и политическа съдба. Том 3“, София, 1998 г. (съавтор)
- Даскалов, Георги. Участта на българите в Егейска Македония 1936 - 1946: политическа и военна история.   София, Полиграф - Юг, 1999.
- „Национално-освободително движение на македонските българи 1878 – 1944. Том 4“, Македонски научен институт, София, 2003 г. (съавтор)
- „България и Гърция: От разрив към помирение 1944 – 1964“, София, 2004 г.
- „Армъните в Гърция. История на един непризнат народ“, ИК „Св. Климент Охридски“, София, 2005 г., ISBN 954-07-2136-9
- Даскалов, Георги. Между реваншизма на Атина, македонизма на Белград и нихилизма на София.   София, Македонски научен институт, 2007. ISBN 9789548187749.
- „Гръцката политемиграция в България 1946 – 1989“, УИ „Св. Климент Охридски“, София, 2008 г., ISBN 978-954-07-2698-4
- „Зограф в „обятията“ на гръцката държава ХХ в.“, УИ „Св. Климент Охридски“, София, 2012 г., ISBN 978-954-07-3354-8
- „Клио срещу Темида. Антон Калчев – хуманист или военнопрестъпник“, Военно издателство, София, 2013 г., ISBN 978-954-509-504-7
- „Гърция и Македонският въпрос (1950 – 2000 г.)“, Тангра ТанНакРа, София, 2014 г., ISBN 978-954-378-111-9 (посмъртно издадена)